# Béla Wenckheim
Béla Wenckheim, född 16 februari 1811 i Pest, död 7 juli 1879 i Budapest, var en ungersk friherre och politiker.
Wenckheim blev 1839 deputerad i lantdagen samt 1848 ispán (ungefär landshövding) i komitatet Békés, där familjen hade stora gods. Han deltog i 1848 års revolution, tvingades efter dess misslyckande en tid vistas i utlandet, blev 1860 åter ispán i Békés och anslöt sig nära till Ferenc Deák. Han utnämndes 1867 till inrikesminister och 1870 till minister vid kungens hovläger, vilken post han innehade till sin död. Efter sammanslutningen mellan Ferenc Deáks och Kálmán Tiszas partier var Wenckheim en kort tid 1875 ministerpresident, men efterträddes på denna post i oktober samma år av Tisza. En ryttarstaty över Wenckheim, som var vida berömd som hästsportsman, restes vid statsstuteriet Kisbér.